# Штанцл, Владимир
Владимир Штанцл (чеш. Vladimír Štancl), более известный как Михал Давид (чеш. Michal David); (род. 14 июля 1960, Прага, Чехословакия) — чешский певец, композитор, продюсер, телеведущий и предприниматель.

## Биография
Владимир Штанцл родился 14 июля 1960 года в Праге. Он родом из цирковой семьи Клудских. Его мама, Эдита Штанцлова, была мимом, а тетя — Дагмар Клудска — писательница.
Михал учился в Пражской консерватории. В 1976 году он основал джазовый квартет Čtyři (рус. Четыре). В 1978 году он был удостоен награды «Музыкант года» на 6-м Джазовом дне в Праге. Он присоединился к группе Kroky Františka Janečka, где играл на клавишных и пел с главной солисткой Яной Кратохвиловой. Михал занял первое место на музыкальном фестивале с песней Nenapovídej (рус. Не рассказывай мне), и стал поп-идолом в Чехословакии.
Первый сольный альбом, выпущенный в 1980 году, стал настолько популярным, что даже использовался в разных фильмах: Ветер в кармане, Láska z pasáže (рус. Любовь из пассажа), Discopříběh (рус. Дискоистория).
Михаил стал автором песни Poupata  (рус. Бутоны), которая стала гимном Спартакиады 1985 года. В апреле 1995 года он основал со своей женой компанию D. D. records, s. r. o.. В мае 2001 года его жена Марцела продала его половину доли компании Олдржиху Лихтенбергу, в то же время, когда произошла смена названия компании на Cleopatra Musical, s. r. o.
В 1998 году, когда чешские хоккеисты играли на Олимпиаде в Нагано, Михал Давид  поддерживал команду в раздевалке, а затем сочинил для них песню Správnej tým (рус. Настоящая команда). Песня, которую исполнила Гелена Вондрачкова Dlouhá noc (рус. Длинная ночь) стала хитом 2001 года.
В январе 2004 года Михал стал членом совета Nadačního fondu Diamant dětem.
Его песня Treti Galaxie (рус. Третья Планета) звучала в фильме ужасов Хостел.
Михал Давид был наставником двух сезонов программы Hlas Česko Slovenska (чешской и словацкой версии шоу Голос), а в сезоне 2012 года его подопечная Иванна Багова выиграла этот проект.
С 2016 года ведёт на чешском телевидении музыкально-развлекательную программу To byl váš rok (рус. Это был ваш год)

## Личная жизнь
Михал Давид женат на бывшей теннисистке Марцеле (до замужества — Скухерская). У них родилось двое детей, дочь Клара (род. 1989) и один сын Петр (род. 1982). Младшая дочь Михаэла (1990 — 2000) умерла от лейкемии.

## Дискография
- 1982 — Nenapovídej / Не напоминай
- 1982 — Michal David / Михал Давид
- 1984 — Non stop / Нон-стоп
- 1984 — Rodinná show / Семейное шоу
- 1985 — To se oslaví / Он отмечает
- 1985 — Děti ráje / Дети рая
- 1987 — Discopříběh / Дискоистория (оригинальный саундтрек к фильму)
- 1988 — Bláznivá noc / Сумасшедшая ночь
- 1989 — Allegro / Аллегро
- 1989 — Michal David Plays Piano Greatest Hits / Михал Давид играет на фортепиано лучшие песни (инструментальные версии классических произведений, рок-н-роллов и эстрадных песен)
- 1991 — Discopříběh č. 2 / Дискоистория 2 (оригинальный саундтрек к фильму)
- 1992 — Leo Music: Erotic House
- 1998 — Super noc / Супер ночь
- 1999 — To ti nikdy neslíbím / Это тебе никогда не прощу
- 2002 — Abnormální hic / Ненормальная икота
- 2006 — Love Songs / Песни о любви
- 2008 — Disco 2008 / Диско 2008
- 2009 — Muzikálové balady / Музыкальные баллады
- 2011 — Čas vítězství / Время торжества
- 2012 — Michal David - Lucerna (приглашённые гости: Ricchi e Poveri)

### Сборники
- 2010 — Michal David 50
- 2010 — Michal David 50: Mejdan roku - O2 Arena Live

## Мюзиклы
Михал Давид сотрудничал с поэтом Лу Фананэк Хагеном при создании мюзиклов по мотивам биографии и фильмов.
- Princezna Zmrzlina / Принцесса льда (мюзикл на льду, премьера состоялась в 1999 году)
- Kleopatra / Клеопатра (премьера состоялась в 2002 году)
- Tři mušketýři / Три мушкетера
- Angelika / Анжелика
- Mona Lisa / Мона Лиза
- Děti ráje / Дети рая
- Kat Mydlář / Палач Мыдлар (мюзикл о жизни пражского палача Мыдларе).
- Andílci za školou (muzikál) / Ангелы из школы (подростковый мюзикл с участием группы 5Angels)
- Mata Hari / Мата Хари (ретро мюзикл)

## Награды
- Медаль «За заслуги» I степени (2018)[5].